# Mark I
Mark I je bil tank britanske vojske v prvi svetovni vojni. Gledano skupaj z različicami je bil to najuspešnejši tank v prvi svetovni vojni.

## Zgodovina
Vsi predlogi za oklepno gosenično vozilo, so bili zavrnjeni do prve svetovne vojne, saj se jim ni zdelo tako pomembno. To mnenje se je po začetku vojne bistveno spremenilo. Velik delež k proizvodnji tankov je pripomogla pozicijska vojna. Po velikih nevšečnostih in zavrnitvah, ki jih je prejel ta projekt, je Walter Gordon Wilson naredil prototip Litlle Willie. Kasneje se je pojavilo tudi ime Mother (slovensko: Mama). Oblikovalca s prvim tankom nista bila zadovoljna, zato sta leta 1916 naredila nov tank imenovan Mark I.
15. septembra 1916 so tanki Mark I prvič nastopili v boju, ki je potekal pri Sommi. V vojno je zapeljalo 49 tankov Mark I. Rezultati so bili porazni, saj je že na začetku odpovedalo 17 tankov. Le devet se jih je prebilo do nemške linije. Francoske oblasti so bile zelo kritične do britanske. Trdili so, da so z majhnim številom tankov tvegali odkritje novega sistema, ki bi lahko pomenil prevlado na bojišču. Tanki Mark I so imeli velike težave z zanesljivostjo. Vendar so v času delovanja izkazali za koristne. Sposobni so bili premagovati bojne jarke ali kraterje velikosti 2,7 metra in  brez težav peljati skozi sovražnikovo bodečo žico. Za predhodna vozila je bilo značilno, da so se zatikali v večje jarke, vendar so z novo romboidno obliko rešili te težave.

## Opis tanka
Tank je bil romboidne oblike. Gosenice so pokrivale celoten obseg desne in leve strani tanka. Oborožitev se je nahajala ob straneh. Verzija Male je imel na straneh dva 6 funtov težka topa. Verzija Female pa dva puškomitraljeza kalibra 7,7 mm.  Oklep je bil debel od 6 do 12 milimetrov. Oklep iz strani je imel veliko površino, ki je bila vertikalne oblike. To je pomenilo, da je vsak naboj priletel v oklep skoraj pod pravim kotom. Sporna je bila tudi postavitev tanka za gorivo, ki je bilo postavljen spredaj zraven voznika. Vsak zadetek težke artilerije je pomenil uničenje tanka.
Tank je poganjal motor Daimler z 105. konjskimi močmi. Motor je bil vodno hlajen. Hladil ga je velik ventilator, ki je izsesaval zrak odznotraj. Za zagon motorja so bili potrebni štirje člani posadke.
Tudi notranjost tanka je bila zelo površno oblikovana. Posadka si je prostor delila z motorjem, zato se je v notranjosti tanka, pri delovni temparaturi, segrelo tudi do 50 °C. Zaradi tako velike temparature je bila nevarnost vžiga izstrelkov. Veliko težav je povzročal tudi hrupen motor. Zaradi njegovega hrupa se posadka ni mogla sporazumevati. Motor je v zrak spuščal strupene pline. Težavno je bilo tudi upravljanje tanka. Zaradi takšnih okoliščinah je bilo tveganje za poškodbo posadke velika. Posadka je bila v te namene opremljena s čelado, železno majico in masko, ki je ščitila posadko pred bombnimi delci. Posadka je štela osem članov. Štirje od njih so bili potrebni, da so upravljali tank. Voznik je upravljal s plinom in menjalnikom, ki je imel dve brzini naprej in eno nazaj. Poveljnik je upravljal z zavoro. Poveljnik je sedel na voznikovi levi strani. Za njima sta sedela dva, ki sta upravljala z dvema sekundarnima dvostopenjskima menjalnikoma. Za vsako večje spreminjanje strani je moral voznik ustaviti vozilo in dati primarni menjalnik v nevtralno. Odvisno od želene smeri je dal eden od zadnjih v upravljalcev menjalnik v večjo stopnjo, ki je zagnalo le eno od dveh gosenic. Med zavijanjem je poveljnik držal zavoro. Po končanem zavoju se je tank moral ponovno ustaviti. Za nadaljnjo vožnjo so morali izklopiti sekundarni menjalnik in uključiti primarni. Ta postopek je podoben postopku zavijanja, ki ga uporabljajo ladje. Ta postopek je dal tanku zavoj dolg 18 metrov.
Veliko težav pri tem tanku je bil razgled, ki ga je imela posadka. Odprtine so bile zelo male, zato je imel voznik dodatno odprtino, ki jo je lahko po potrebi odprl. Nemški vojaki so kmalu spoznali to šibkost. Streljanje so usmerili proti tem odprtinam. Da bi Britanci prikrili te odprtine so jih kamuflirali z barvo.

## Verzije
Mark I je bil proizvod narejen iz tanka Little Willie. V naslednjih letih so poskušali odpraviti napake, ki so se pojavljale v bojih. Rezultat teh prizadevanj so bile mnoge verzije tanka Mark.

### Mark II
To je bil tank, ki se je uporabljal za urjenje. Narejenih je bilo 50 tankov. Na peih so preizkušali novi menjalnik. Zaradi zamude s proizvodnjo tanka Mark IV se je pojavil tudi v bojih.

### Mark III
Tank se je tako kot tank Mark II uporabljal za urjenje, vendar je za razliko od tanka Mark II bil bolj modern. Mark III je bil bolj podoben tanku Mark IV, tank Mark II pa Marku I.

### Mark IV
Ta tank je bil narejen za zamenjavo tankov Mark I. Prišel je z zamudo, zato so se morali namesto njega boriti tudi tanki za urjenje Mark III in Mark II. Skupaj je bilo narejenih 1220 tankov.

### Mark V
Zamenjal je tanke Mark IV. Za razliko od predhodnih tankov je ta tank bil narejen čisto na novo in ne po zgledu tanka Mark I. Velika sprememba je bila v upravljanju tanka. Tega je sedaj lahko upravljal le eden tankist. Tank je bil narejen v več različicah.

### Mark VI
Mark VI je bil skupaj s tankom Mark V načrtovan kot tank prihodnosti. Za razliko od tanka Mark V je bil narejen bolj svobodno in napredno. Ameriška vojska jih je naročila 600, vemdar so kasneje odločili, da prekinejo naročilo, saj so z Združenim kraljestvom razvijali tank Mark VII. Tako, da nakoncu ni bil narejen niti en primerek tega tanka.

### Mark VII
Mark VII je bil tank, ki je nastal iz projekta preizkušanja novega menjalnika na petih tankih Mark II. Izdelovala sta jih brata Brown. Naročenih je bilo 74 vendar so bili le trije narejeni.

### Mark VIII
Mark VIII je bil skupni tank ameriške in britanske vojske. Projekt je bil zelo obetavno zamišljen a se je ponesrečil. Številka proizvodnje je ostala daleč od želenih 300 na mesec. To število so si najbolj želeli doseči Američani, ki so iskali proizvajalce tako doma kot v Veliki Britaniji.

### Mark IX
Mark IX je bil prvi tank, ki je bil namenjen le transportnim nalogam.

### Mark X
Mark X je bil rezervni načrt za projekt Mark VIII. Ta tank je bil tudi zadnji v seriji tankov Mark I.